# Ercheia dipterygia
Ercheia dipterygia är en fjärilsart som beskrevs av George Francis Hampson 1913. Ercheia dipterygia ingår i släktet Ercheia och familjen nattflyn. Inga underarter finns listade i Catalogue of Life.